# Dilatazione del tempo
In fisica la dilatazione del tempo, in accordo con la teoria della relatività ristretta, è il fenomeno per cui la durata di un medesimo evento risulta maggiore se misurata in un sistema di riferimento in moto rispetto a quello assunto come solidale con l'evento. La dilatazione temporale diventa rilevante solo se la velocità relativa tra i due sistemi di riferimento è una frazione significativa (> 10%) della velocità della luce nel vuoto.

## Descrizione
L'evento E, misurato da un osservatore O che si trova nel sistema di riferimento S solidale a E (in quiete rispetto a E) ha durata {\displaystyle \Delta \tau } (tempo proprio), che risulta essere la durata minima possibile. Un osservatore O' che si trovi nel sistema di riferimento S' con velocità relativa v rispetto a S misurerà per lo stesso evento E una durata {\displaystyle \Delta t} maggiore, data dalla relazione
{\displaystyle \Delta t=\gamma \cdot \Delta \tau }
dove:
{\displaystyle \Delta t} è l'intervallo di tempo misurato dall'osservatore O' nel sistema di riferimento S',
{\displaystyle \Delta \tau } è il tempo proprio, l'intervallo di tempo misurato dall'osservatore O in S,
{\displaystyle \gamma \equiv {\frac {1}{\sqrt {1-(v/c)^{2}}}}} è il fattore di Lorentz
({\displaystyle \gamma >1} se {\displaystyle v\neq 0}; {\displaystyle \gamma =1} solo se i due sistemi di riferimento S ed S' sono in quiete uno rispetto all'altro),
v è la velocità relativa tra i due sistemi di riferimento S ed S',
c è la velocità della luce nel vuoto.
Va notato che, essendo v la velocità relativa tra i due sistemi, il fenomeno è reciproco. Risulta del tutto equivalente assumere che 
S (in cui si trovano E e O in quiete uno rispetto all'altro) sia fermo e che S' si muova con velocità v oppure che S' sia fermo mentre S (e quindi anche E e O) si muove rispetto a S' con velocità relativa v.

## Dilatazione del tempo nel decadimento dei muoni
Tra le conferme sperimentali disponibili circa la dilatazione del tempo, ha rilevanza storica il decadimento di un particolare tipo di particelle elementari, i muoni, prodotti sia dai raggi cosmici sia nei grandi acceleratori di particelle. Furono Bruno Rossi e David B. Hall nel 1940, grazie ad un esperimento divenuto celebre, ad evidenziare per primi la dilatazione temporale nel decadimento dei muoni prodotti per effetto dell'interazione dei raggi cosmici con l'atmosfera terrestre. I raggi cosmici incontrano l'atmosfera a circa 10 km di altezza e, viaggiando a una velocità di poco inferiore a quella della luce, impiegano circa {\displaystyle \Delta t=3,0\times 10^{-5}}   secondi per raggiungere la superficie terrestre. I muoni però decadono con vita media {\displaystyle \tau =2,2\times 10^{-6}} secondi, un tempo circa 14 volte inferiore, e non dovrebbero quindi riuscire a raggiungere il suolo. Poiché si muovono così velocemente, la dilatazione del tempo diventa un fattore non trascurabile. In effetti, i muoni decadono con vita media molto maggiore di quella propria {\displaystyle \tau }, riuscendo quindi ad attraversare l'atmosfera e ad essere rilevati anche a basse quote.